# Босе (Ендр и Лоара)
Босе (фр. Bossée) је насељено место у Француској у региону Центар, у департману Ендр и Лоара.
По подацима из 2011. године у општини је живело 336 становника, а густина насељености је износила 17,67 становника/km².

## Демографија
| 1962. | 1968. | 1975. | 1982. | 1990. | 2011. |
| ----- | ----- | ----- | ----- | ----- | ----- |
| 440   | 371   | 300   | 309   | 308   | 336   |